# Sajna (radar)
Wielofunkcyjny radar kierowania ogniem Sajna – radar mający być podstawowym środkiem radiolokacyjnym na szczeblu baterii dla systemu Narew.
W 2012 roku konsorcjum, w którego skład wchodziły PIT-Radwar (wówczas jako Bumar Elektronika), Wojskowa Akademia Techniczna oraz Politechnika Warszawska, wygrało konkurs ogłoszony przez Narodowe Centrum Badań i Rozwoju i rozpoczęło prace nad opracowaniem prototypu radaru. Zakończenie prac planowano na 2017 rok, ostatecznie prace zakończono w 2024 roku. Radar został zaprezentowany na MSPO we wrześniu 2024 roku. Przewiduje się rozpoczęcie dostaw od 2027 roku.

## Dane techniczne
Radar przeznaczony jest do wykrywania samolotów, środków bezpilotowych, śmigłowców, pocisków rakietowych (w tym balistycznych) oraz pocisków artyleryjskich (w tym moździerzowych).
Aktywna antena oparta na półprzewodnikach galowych ma możliwość pracy dookólnej, obracając się (o 360°) wokół osi pionowej. W pionie wiązka jest sterowana elektronicznie i pokrywa sektor 70°. Do pracy z większą dokładnością i wykrywania pocisków artyleryjskich antena jest nieruchoma, pracując w trybie sektorowym. Radar jest wyposażony w system swój-obcy. Antena znajduje się na podnoszonym maszcie o wysokości 10 m. 
Radar pracuje w paśmie C (4–8 GHz). Zasięg instrumentalny wynosi 180 km, czas odświeżania informacji to 2 sekundy. Załoga liczy 3 osoby, lecz radar może być obsługiwany przez 2 osoby. Stanowiska operatorów znajdują się w tylnej części kabiny samochodu. 
Nośnikiem jest, specjalnie zaprojektowane, 5-osiowe podwozie samochodu Jelcz P112.57 z napędem 10x10 (3 osie skrętne), napęd zapewnia silnik MTU 6R1500V40 o pojemności 15,6 l i mocy 430 kW (584 KM). Masa zestawu sięga 40 ton. 
Antena jest chłodzona cieczą, co zmniejsza jej ślad cieplny i utrudnia wykrycie oraz zniszczenie przez pociski. Kabina załogi jest opancerzona, a z radarem mogą współpracować imitatory sygnału radiolokacyjnego, mające zmylić pociski przeciwradarowe. Istnieje możliwość zdalnego sterowania pracą radaru.